# Dysethiodes
Dysethiodes là một chi bướm đêm thuộc họ Geometridae.